# ТЕС Серша
ТЕС Серша (Siersza) – вугільна теплова електростанція на півдні Польщі, приблизно посередині між Катовицями і Краковом, за 5 км північніше від міста Тшебіня.

## Серша І

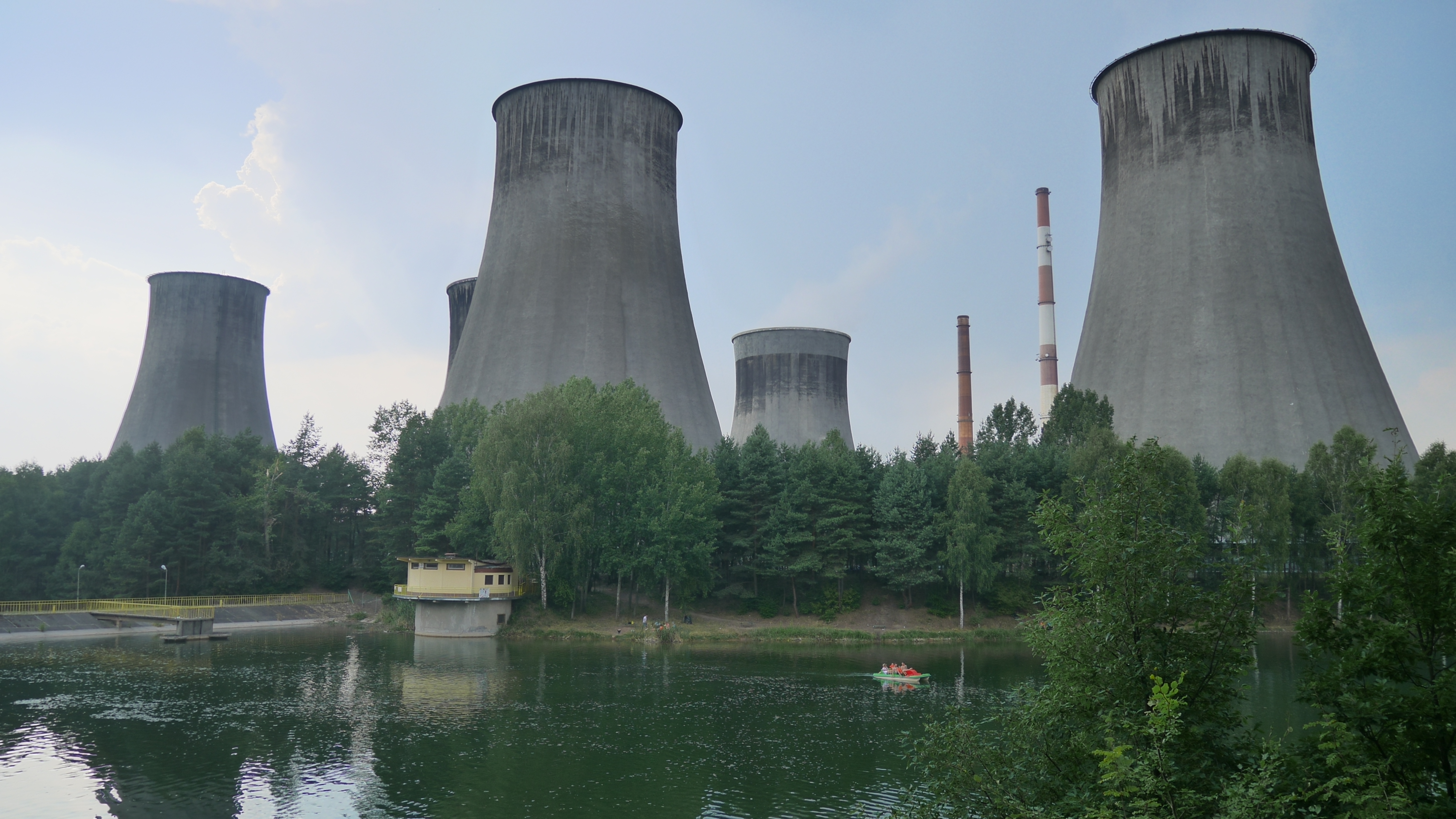
Градирі станції Серша II

Станцію ввели в експлуатацію у 1913 році з двома генераторними установками потужністю по 2,5 МВт, які включали парові турбіни виробництва Erste Brünner (Перший брненський машинобудівний завод) та генератори швейцарської компанії Brown Boveri. Пару постачали три котла, котрі спалювали низькосортне вугілля розташованої поблизу шахти „Galicyjskich Akcyjnych Zakładów Górniczych w Sierszy”. Видача продукції відбувалась під напругою 5 кВ, на якій працювали генератори (проте одразу було запроектоване використання трансформаторного обладнання з поетапним доведенням напруги до 30 кВ). Особливістю ТЕС було те, що вона закладалась не з метою постачання якогось певного промислового підприємства (як багато інших станцій регіону), а задля продажу електроенергії споживачам, котрі матимуть у ній потреби.   
В 1922-му об'єкт розширили за рахунок встановлення ще одного агрегату потужністю 5 МВт, який все так же мав турбіну Першого брненського та генератор Brown Boveri (постачений її філією у німецькому Мангаймі). А в другій половині 1920-х показник станції зріс вдвічі за рахунок встановлення четвертого комплекту потужністю 12,5 МВт, який мав парову турбіну британської EEC та генератор Brown Boveri. Кількість котлів зросла до семи.
У 1935-му напругу, під якої відбувалась видача продукції, збільшили з 22 кВ до 30 кВ. 
Під час Другої світової війни обладнання станції нещадно експлуатували, що серйозно погрішило його технічний стан. До того ж перед відступом німці вивезли частину компонентів найпотужнішого агрегату №4. В подальшому виправити ситуацію не вдалось, так що станом на середину 1950-х в роботі залишались лише два котла та турбіна №3 потужністю 5 МВт. Її зупинили у 1962-му, із запуском першого блоку сучасної станції Серша II.

## Серша II
У 1962 – 1963 роках стали до ладу два перші енергоблоки потужністю по 130 МВт, обладнані французькими турбінами Alsthom TK-130, котрі живились від котлів ОР–410. А в 1969 – 1970 до них приєднались чотири блоки по 125 МВт, оснащені виключно польськими підприємствами: котли ОР–380, турбіни та генератори для них виготовили компанії Rafako (Рацибуж), Zamech (Ельблонґ) та Dolmel (Вроцлав). 

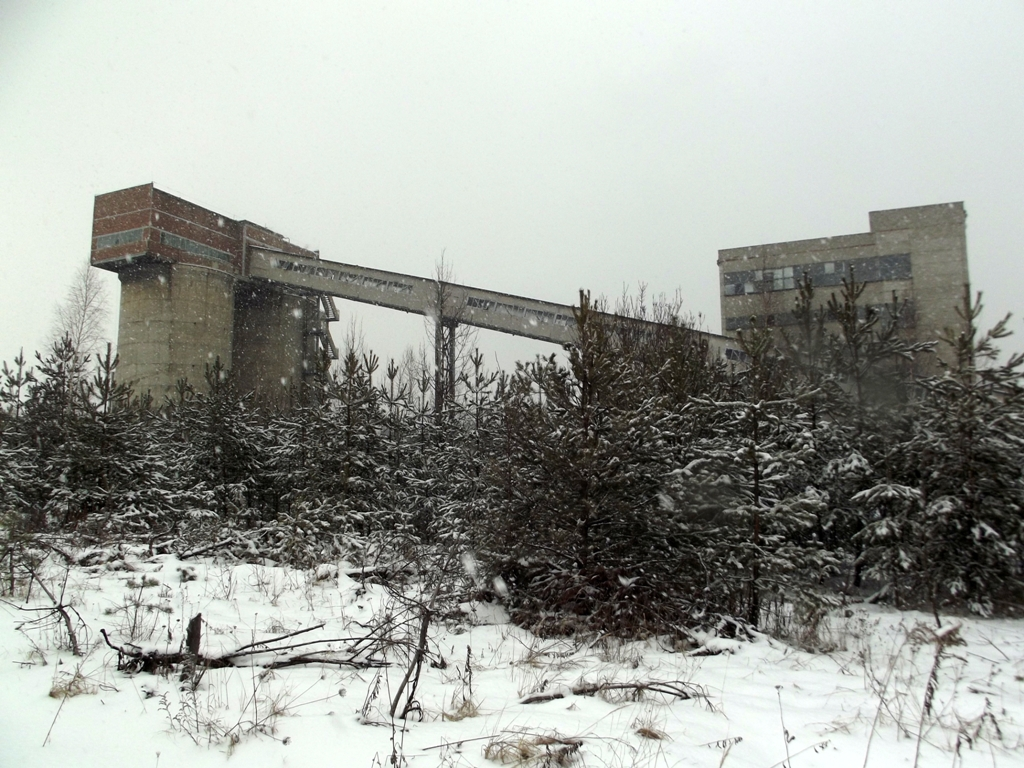
Споруди шахти Серша, котра постачала електростанцію вугіллям до 2000 року

Паливо для нової станції все так же постачала шахта Серша, з якою у 1974-му ТЕС з'єднали за допомогою конвеєра. Видалення продуктів згоряння перших двох блоків відбувалось через димар висотою 150 метрів, тоді як для наступних звели споруду висотою 262 метра. Золу від спалювання вугілля складували у колишньому пісчаному кар'єрі.  Необхідну для охолодження воду отримували із водозаборів у сусідніх шахтах та зі ставку на струмку Козі-Брод, а видача електроенергії відбувалась через ЛЕП, розраховані на роботу під напругою 110 кВ та 220 кВ.
У 1999 – 2002 роках відбулась докорінна перебудова перших двох блоків. Тут вперше у Польщі встановили котли з циркулюючим киплячим шаром, виготовлені вже згаданою вище Rafako. Вони живлять генераторні комплекти, турбіни та генератори для яких постачила компанія ABB Alstom. Внаслідок модернізації потужність кожного з блоків зросла до 153 МВт. 
У 1998-му з екологічних міркувань спорудили установку десульфуризації відпрацьованих газів блоків 3 – 6, котра була обладнана димарем висотою 100 метрів. Втім, це не могло довести характеристики об’єктів тридцятирічної давнини до сучасних екологічних вимог. У 2009-му вивели з експлуатації блок №4. В 2016-му те саме відбулось із блоком №5, тоді як блоки 3 і 6 поставили у «холодний» резерв до кінця 2019 року.
Окрім виробництва електроенергії станція може постачати 36,5 МВт теплової енергії.
Після того, як у 2000-му припинився видобуток вугілля на шахті Серша, паливо почали отримувати з інших копалень – Wieczorek, Wesola, Brzeszcze. Що стосується золи, то в другій половині 1990-х на ТЕС Серша перейшли до складування золи у підземних виробітках шахти, а колишній золозбірник рекультивували з висаджуванням лісу.